# Beregdaróc, Szabolcs-Szatmár-Bereg
Beregdaróc  este un sat în districtul Vásárosnamény, județul Szabolcs-Szatmár-Bereg, Ungaria, având o populație de 851 de locuitori (2011). 

## Demografie
Componența etnică a satului Beregdaróc
     Maghiari (81,39%)
     Romi (17,92%)
     Ucraineni (0,68%)
Componența confesională a satului Beregdaróc
     Reformați (50,65%)
     Greco-catolici (20,21%)
     Romano-catolici (6,35%)
     Fără religie (1,06%)
     Necunoscută (21,74%)
     Alte religii (0,82%)
Conform recensământului din 2011, satul Beregdaróc avea 851 de locuitori. Din punct de vedere etnic, majoritatea locuitorilor (81,39%) erau maghiari, cu o minoritate de romi (17,92%).  Din punct de vedere confesional, majoritatea locuitorilor (50,65%) erau reformați, existând și minorități de greco-catolici (20,21%), romano-catolici (6,35%) și persoane fără religie (1,06%). Pentru 21,74% din locuitori nu este cunoscută apartenența confesională.